# Eric Walther
Eric Walther (Berlino, 13 marzo 1975) è un pentatleta tedesco.

## Palmarès
In carriera ha conseguito i seguenti risultati:
- Mondiali:

San Francisco 2002: oro nel pentathlon moderno staffetta a squadre e bronzo individuale.
Pesaro 2003: oro nel pentathlon moderno individuale ed argento a squadre.
Varsavia 2005: bronzo nel pentathlon moderno a squadre.
Berlino 2007: oro nel pentathlon moderno a squadre e staffetta a squadre.